# التسرب (مسلسل قصير)
التسرب (بالإنجليزية: The Dropout )‏ هو مسلسل دراما أمريكي قادم مبني على أحداث حقيقية لسيدة الأعمال الأمريكية إليزابيث هولمز. المسلسل من بطولة أماندا سيفريد، نافين أندروز، ويليام ميسي ولوري ميتكاف. عرض المسلسل على منصة هولو في 3 مارس 2022.

## وصلات خارجية
- التسرب (مسلسل قصير) على موقع IMDb (الإنجليزية)
- التسرب (مسلسل قصير) على موقع ميتاكريتيك (الإنجليزية)
- التسرب (مسلسل قصير) على موقع روتن توميتوز (الإنجليزية)
- التسرب (مسلسل قصير) على موقع ليتربوكسد (الإنجليزية)
- التسرب (مسلسل قصير) على موقع كينوبويسك (الروسية)
- التسرب (مسلسل قصير) على موقع ألو سيني (الفرنسية)
- التسرب (مسلسل قصير) على موقع قاعدة بيانات الفيلم (الإنجليزية)